# Anton Ernstberger (Historiker)
Anton Ernstberger (* 22. November 1894 in Mallowitz, Österreich-Ungarn; † 15. Oktober 1966 in Erlangen) war ein deutscher Historiker und Professor an den Universitäten in Prag und Erlangen.

## Leben
Ernstberger besuchte die Volksschule in Welperschitz und anschließend bis 1913 das Gymnasium im westböhmischen Doupov. Danach begann er ein Studium der Rechtswissenschaft an der Universität Wien und nahm nach Kriegsausbruch von 1914 bis 1918 am Ersten Weltkrieg teil. Nach Kriegsende nahm er an der Universität Prag sein Jurastudium wieder auf und promovierte 1921 zum Dr. jur.
Nach zweijähriger Gerichtspraxis entschied sich Ernstberger zu einem Geschichtsstudium an der Deutschen Universität Prag. 1926 folgte die Promotion zum Doktor der Philosophie bei Theodor Mayer. Danach setzte er bis 1930 das Studium der Geschichtswissenschaften an den Universitäten in Wien, Berlin und als Rockefeller-Stipendiat an der Universität London fort. In der Folge wurde er wissenschaftlicher Assistent am Historischen Seminar der Universität Prag, 1932 folgte die Habilitation für neuere Geschichte bei Wilhelm Wostry.
Seit 1935 lehrte er als außerordentlicher Professor und von 1942 bis Mai 1945 als ordentlicher Professor für allgemeine Geschichte der Neuzeit an der deutschen Universität Prag, die 1939 Reichsuniversität wurde. Ernstberger war ab 1938 Mitglied der Sudetendeutschen Partei (SdP). Nachdem ein 1939 gestelltes Aufnahmegesuch in die Partei aufgrund vorheriger Mitgliedschaft in einer Freimaurerloge gescheitert war, beantragte Ernstberger am 11. März 1940 erneut die Aufnahme in die NSDAP und wurde zum 1. November desselben Jahres aufgenommen (Mitgliedsnummer 7.992.216). Ferner trat er dem NS-Dozentenbund bei. Bei der Reinhard-Heydrich-Stiftung leitete er zusammen mit dem Historiker Heinz Zatschek das Landesgeschichtliche Institut für Böhmen und Mähren.
Nach Ende des Zweiten Weltkriegs und im Zuge der Besetzung Prags durch die Rote Armee am 10. Mai 1945, wurde er von einer tschechischen Personengruppe im Universitätsgebäude Carolinum festgenommen und in das Internierungs- und Arbeitslager für Sudetendeutsche in der ehemaligen Tabakfabrik in der Stadt Tachau in Westböhmen gebracht, von wo ihm im November 1945 über Mies und Karlsbad die Flucht nach Bayern gelang.
Nach Unterrichtstätigkeiten an der Philosophisch-theologischen Hochschule Regensburg unter Rektor Josef Engert und in Bamberg war er von 1947 bis 1961 ordentlicher Professor für neuere und neueste Geschichte an der Universität Erlangen. In den Jahren 1954 und 1955 war er Dekan der philosophischen Fakultät dieser Universität.
1930 wurde er Mitglied des Institute for Historical Research in London, 1942 Mitglied der Deutschen Akademie der Wissenschaften in Prag und 1955 der Bayerischen Akademie der Wissenschaften in München.
Anton Ernstberger widmete sich vor allem der Archiv- und Quellenforschung mit besonderem Schwerpunkt des Dreißigjährigen Krieges (1618–1648) und der nachfolgenden Jahrhunderte. Im Jahre 1960 erhielt er die Nordgau-Ehrenplakette und 1962 den Bayerischen Verdienstorden.
Er ist der Bruder des Architekten Karl Ernstberger.

## Veröffentlichungen (Auswahl)
- Die deutschen Freikorps 1809 in Böhmen. Volk und Reich, Prag 1942.
- Böhmen – Franken – Europa. Gesammelte Aufsätze. 2 Bände. Lassleben, Kallmünz 1959 (= Schriften des Institutes für fränkische Landesforschung an der Universität Erlangen. Band 1).